# 法國榮譽軍團勳章

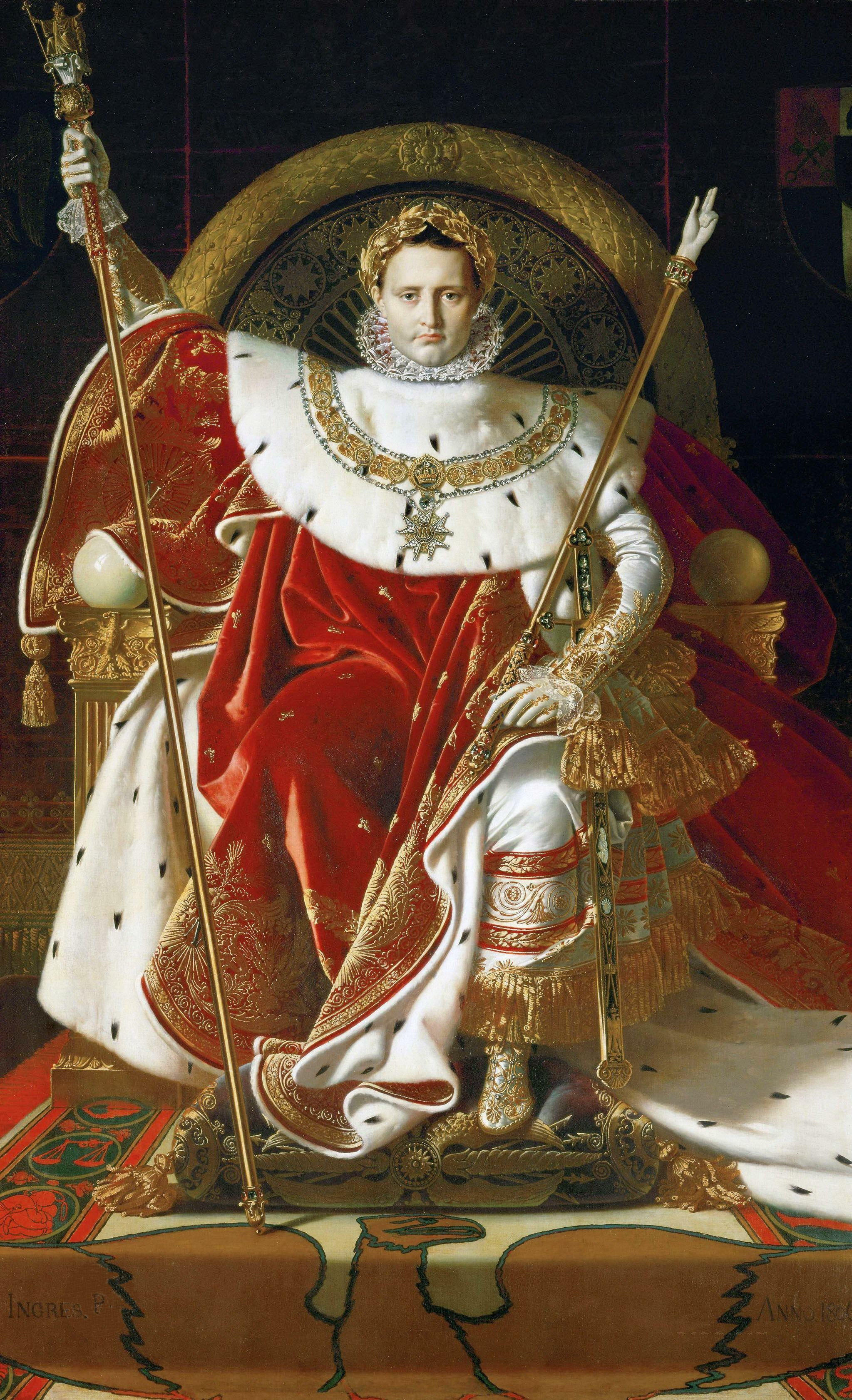
御座上佩戴大師級勳章的拿破崙

法國榮譽軍團勳章（又譯為法國榮譽勳位勳章），全名為法國國家榮譽軍團勳位（法語：Ordre national de la Légion d'honneur），是法國政府頒授的最高榮譽勳位勳章，以表彰對法國做出特殊貢獻的軍人和其他各界人士。1802年由拿破崙設立，勳章绶带為紅色，分六個等級。
法國榮譽軍團勳章的管理機構是大秘書處（grande chancellerie，一譯榮譽勳位管理會）。大秘書處的辦公地址位於巴黎的榮勳宮內，其最高負責人稱總管。

## 歷史

### 法蘭西執政府時期
在法國大革命之後，法國傳統的騎士團遭到廢除。在拿破崙擔任第一執政時，他希望建立新的榮銜制度，以強化他的統治合法性。拿破崙創設了榮譽軍團（Légion d'honneur）勳位，來贈與對國家有功的軍人或平民。他相信，新的制度應該接近於英國功績勳章制度，是一種榮銜，而不是一種新的貴族體系。然而，榮譽軍團的位階，接近於法國舊有的聖路易騎士團，勳章本身也採用了聖路易騎士團的標誌。
榮譽軍團的位階，大致上可以對應到羅馬軍團，分成軍團士兵、軍官、司令官、軍團步兵隊長與大統領等五階。

## 勳位級別
1. 特等 － 大團長勳位（Grand Maître）：一译「大師勳位」、“荣誉勳位勋章大项链级”或“法兰西荣誉勳位領袖勋衔”，是一套金质大鏈章。只授予法國國家元首，现代只在法国新任总统的就职仪式上由拿破仑陵墓（英语：Napoleon's tomb）守护人——法国荣军院院长亲手交给新任法国总统，以表示对新任领袖身份的确认。但是，法国总统通常只使用荣誉勋章的星章和绶章，大项链只是一种象征。
2. 特等 － 大總管勳位（Grand chancelier）：大總管為榮譽勳位管理會的最高管理者，一般授予一名退役將軍。
3. 第一等 － 大十字勳位（法語：Grand-Croix）：为大绶章加星章。華人獲取該勳位者為大清光绪皇帝和中华民国前总统蒋介石。
4. 第二等 － 大軍官勳位（Grand Officier）：为加结襟绶章加星章；
5. 第三等 － 指揮官勳位（Commandeur），一譯「司令勳位」、「高等騎士勳位」：为领绶章；
6. 第四等 － 軍官勳位（Officier）：为加结襟绶章；
7. 第五等 － 騎士勳位（Chevalier）：为襟绶章。

## 附圖

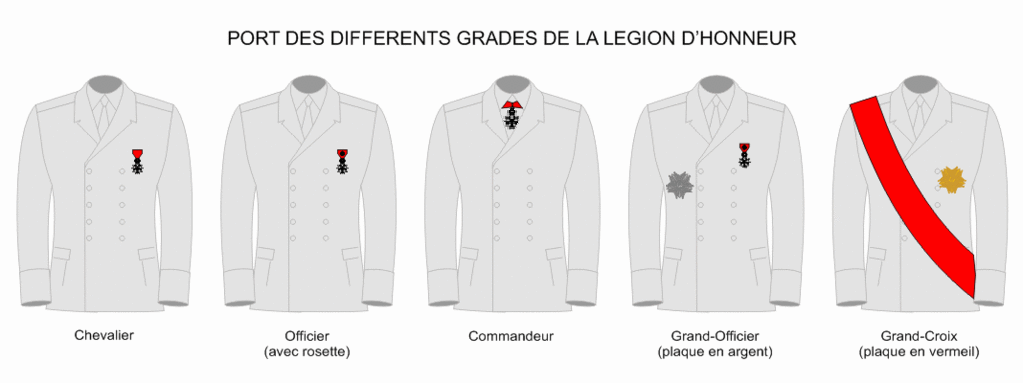
五個等級勳章的配戴方式（男士）

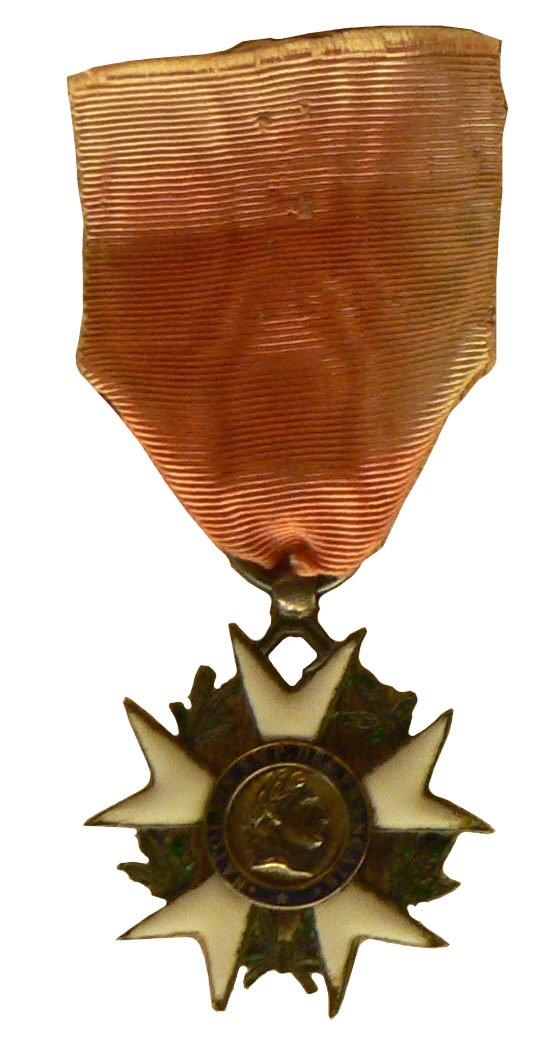
最初的勳章（1804年）。
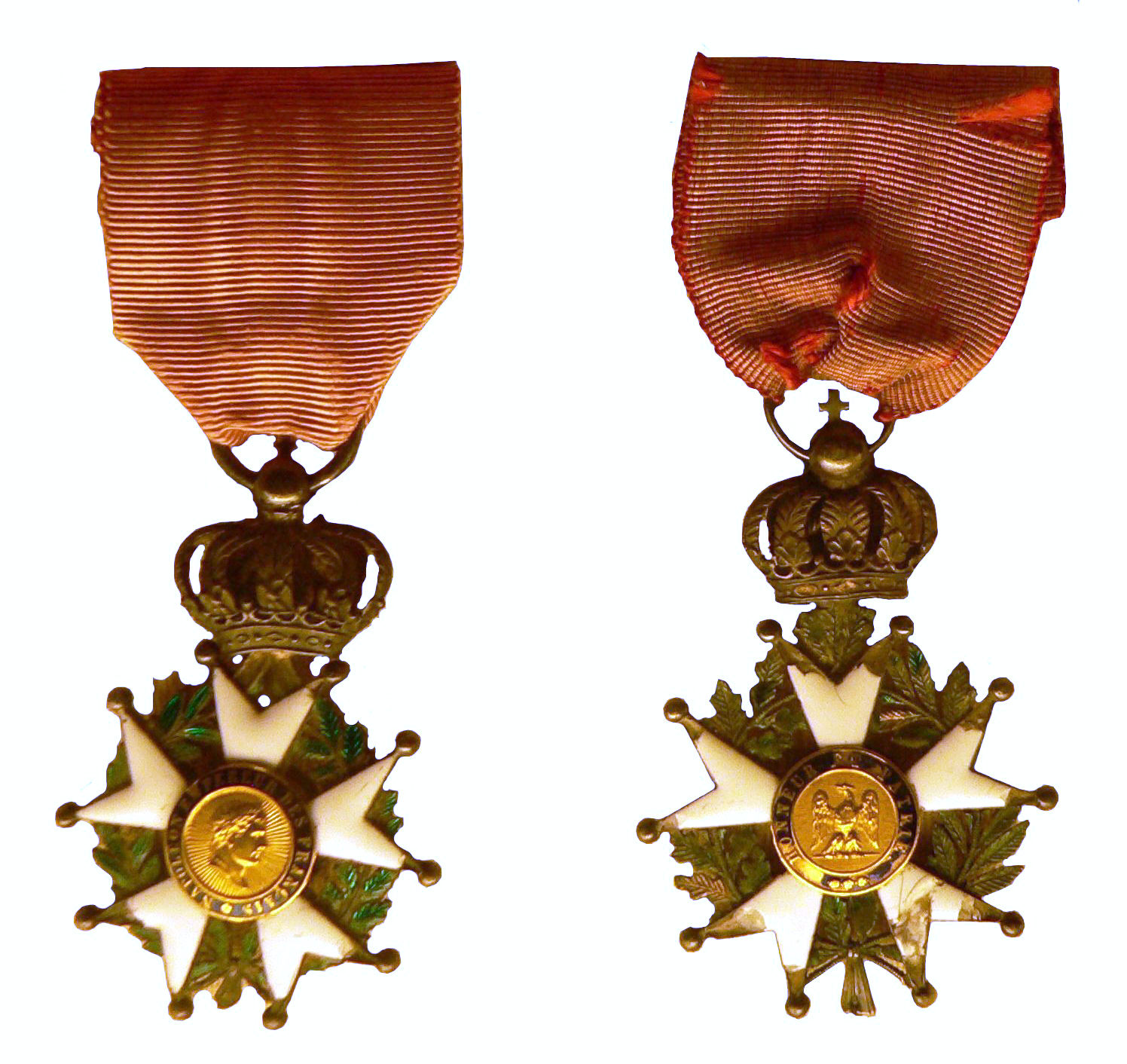
而后的勋章: 正面是拿破仑的肖像，背面是白肩雕。皇冠之下映衬着十字和彩带。
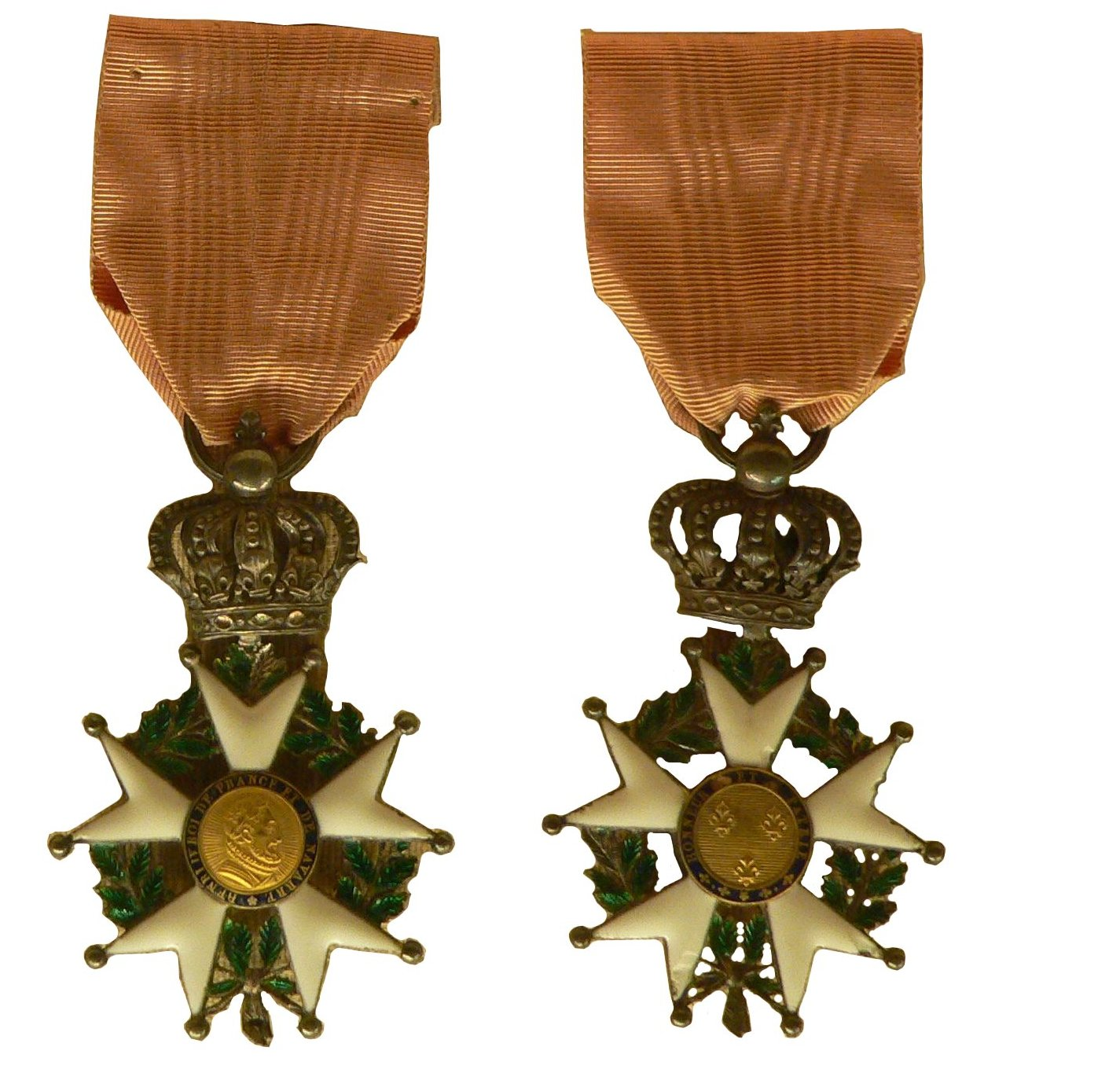
路易十八时代（1814年）的骑士勋章: 正面是亨利四世的肖像，背面是象征法兰西王国的百合花饰)。 皇冠之下映衬着十字和彩带。
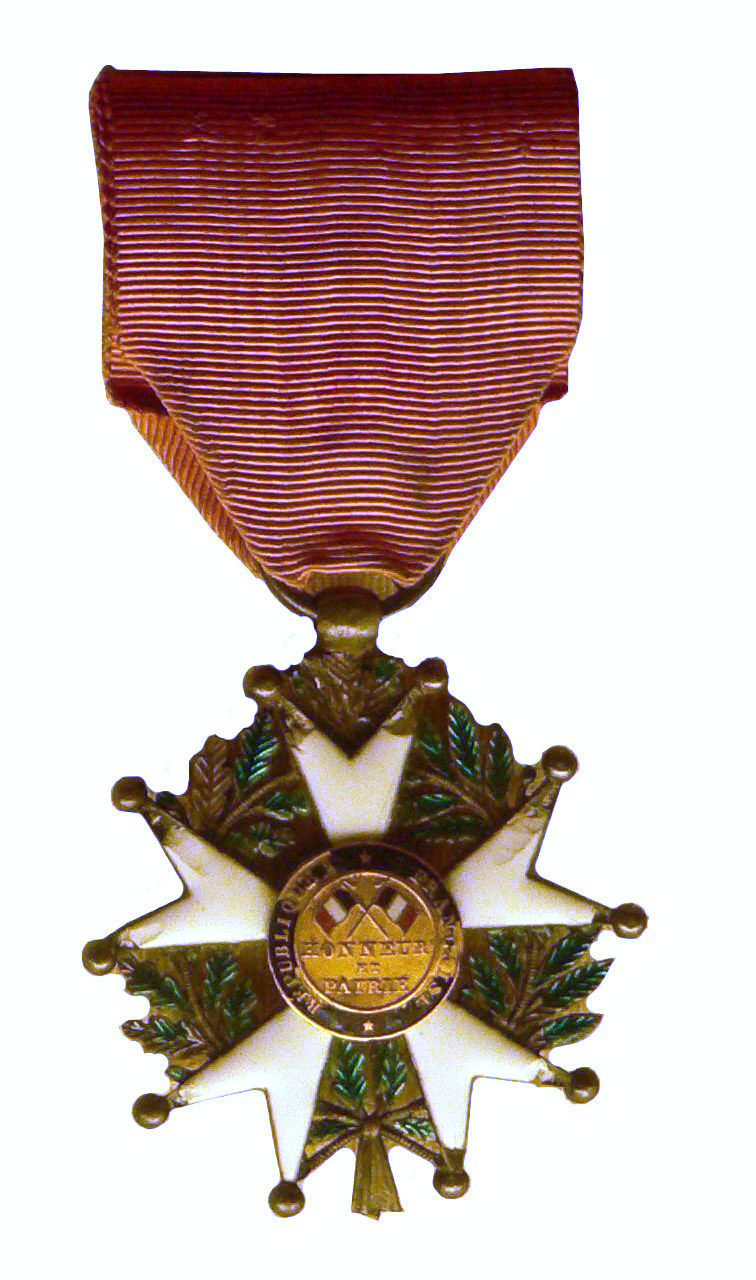
背面有象征共和的十字和两面交叉的法国国旗。
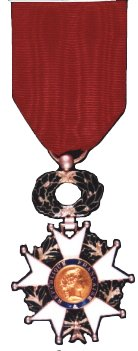
第五等騎士勳位。
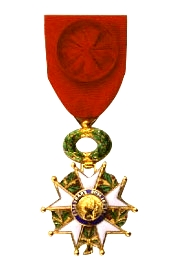
綴有羅塞達。
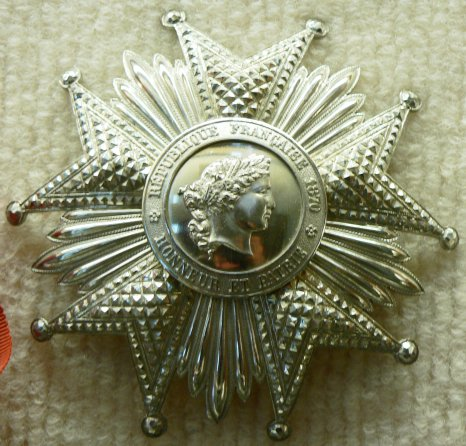
蒋介石之荣誉勋章星章。当时星章为银质。
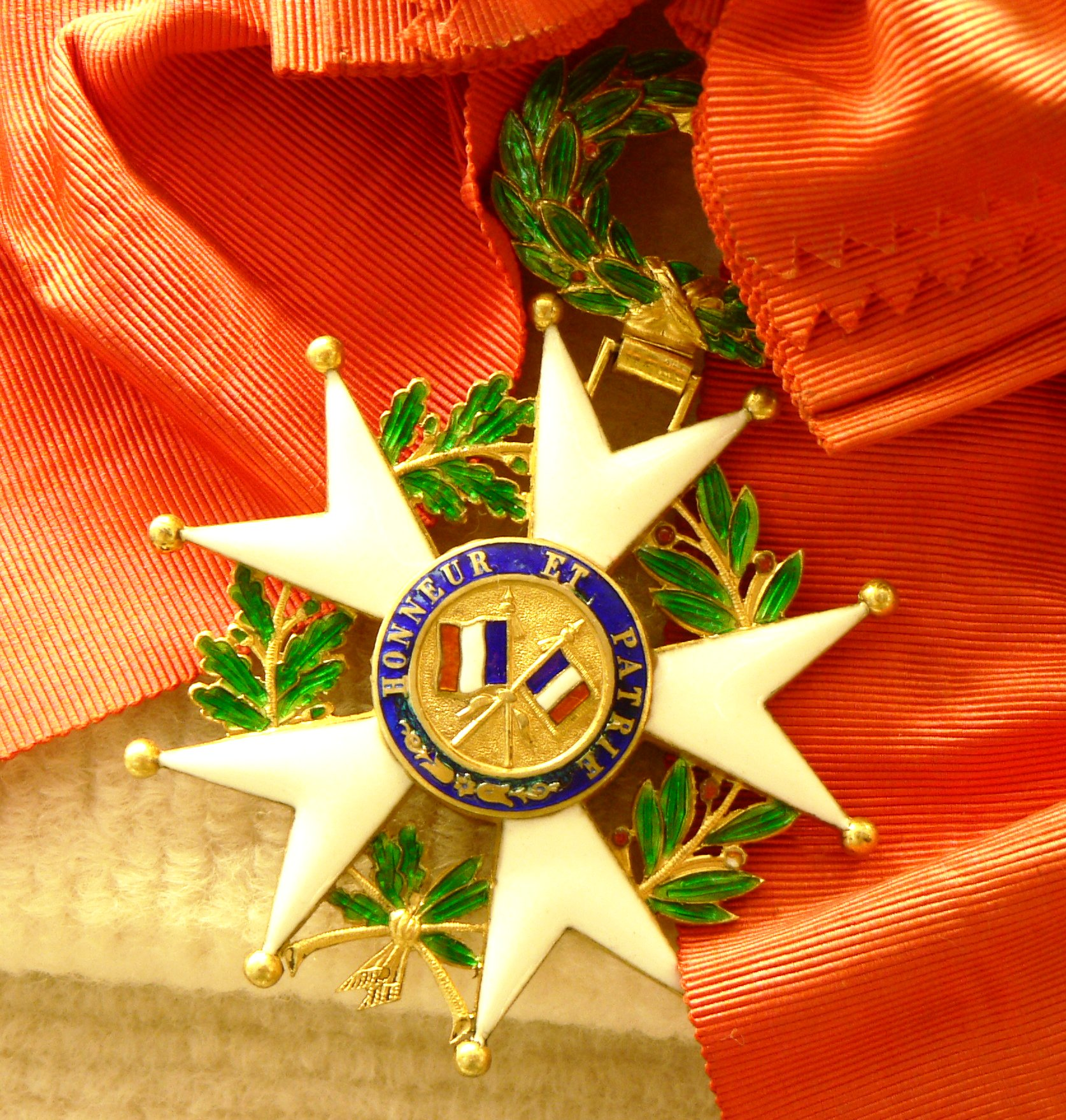
蒋介石之荣誉勋章大绶章。这是反向的大十字。
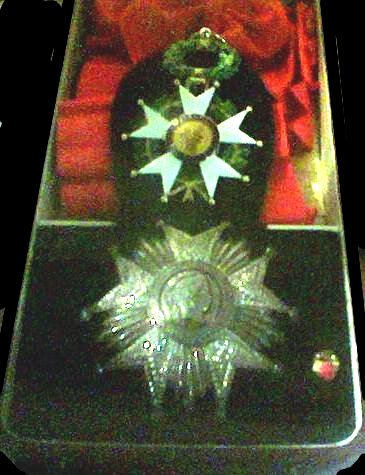
大十字勳位。

## 外部連結
- 法文：官方網站
- 英文 （页面存档备份，存于）